# Гродзинський Михайло Дмитрович
Миха́йло Дми́трович Гродзи́нський (11 липня 1957 — 21 липня 2022) — український географ-ландшафтознавець, доктор географічних наук, професор географічного факультету Київського національного університету імені Тараса Шевченка, завідувач кафедри фізичної географії та геоекології Київського національного університету імені Тараса Шевченка, доктор географічних наук. Член-кореспондент Національної академії наук України, академік Академії наук вищої освіти України, лауреат Державної премії України в галузі науки і техніки, Відмінник освіти України, президент Української асоціації ландшафтної екології, член Президії Вченої ради Українського географічного товариства.

## Біографія
Народився 11 липня 1957 року в місті Києві. Закінчив 1979 року географічний факультет Київського університету.
З 1995 року професор, завідувач кафедри фізичної географії та геоекології географічного факультету Київського університету. Кандидатська дисертація «Геосистеми західної частини Рівнинного Криму, їх динаміка та стійкість до зрошувальних меліорацій» захищена у 1983 році. Докторська дисертація «Стійкість геосистем до антропогенних навантажень» захищена у 1994 році.
Основна педагогічна діяльність — викладання дисциплін, пов'язаних із ландшафтною екологією, геоекологічними проблемами сталого розвитку. Викладав у провідних університетах України, США, Англії, Південної Кореї.

Могила Дмитра та Михайла Гродзинських, Байкове кладовище

Член Національного комітету України Програми ЮНЕСКО «Людина і біосфера», член Президії та Вченої ради Українського географічного товариства. Голова Української асоціації ландшафтних екологів (IALE-Ukraine). Призначався експертом від України в Міжнародну Комісію із захисту річки Дунай (ICPDR), у проектах Програми Розвитку ООН, представляв уряд України на нараді Ради Європи з Ландшафтної конвенції.
Раптово помер через 10 днів після 65-го дня народження, 21 липня 2022 року. Похований на Байковому кладовищі разом із батьком (ділянка № 33, 50°25′8.41″ пн. ш. 30°30′11.21″ сх. д. / 50.4190028° пн. ш. 30.5031139° сх. д.).

### Родина
Син академіка НАН України, біолога Дмитра Гродзинського. Чоловік науковиці, кандидата географічних наук Ольги Гродзинської. Племінник доктора біологічних наук, професора Андрія Гродзинського.

## Нагороди і відзнаки
Наукова та викладацька діяльність відзначена Премією Ярослава Мудрого в галузі науки і техніки Академії наук вищої школи України, премією імені Тараса Шевченка Київського університету, дипломами зарубіжних наукових організацій, зокрема Кембриджського університету. Лауреат Державної премії України в галузі науки і техніки (2015) Відмінник освіти України.

## Наукові праці
Сфера наукових досліджень: ландшафтна екологія, територіальні структури ландшафту, математичні методи оцінки стійкості ландшафтів та прогнозування їх змін, сприйняття ландшафту людиною, планування екомереж. Автор близько 200 наукових праць, 12 монографій, 6 підручників та навчальних посібників. Основні праці:
- Основи ландшафтної екології. — К., 1993.
- Стійкість геосистем до антропогенних навантажень. — К., 1995.
- (рос.) Концепция, методы и критерии создания экосети Украины. — К., 2004.
- Пізнання ландшафту: місце і простір. В 2-х томах. — К., 2005.
- Ніші ландшафтів України у просторі кліматичних факторів. — К., 2008